# Gerichtsbezirk Rattenberg

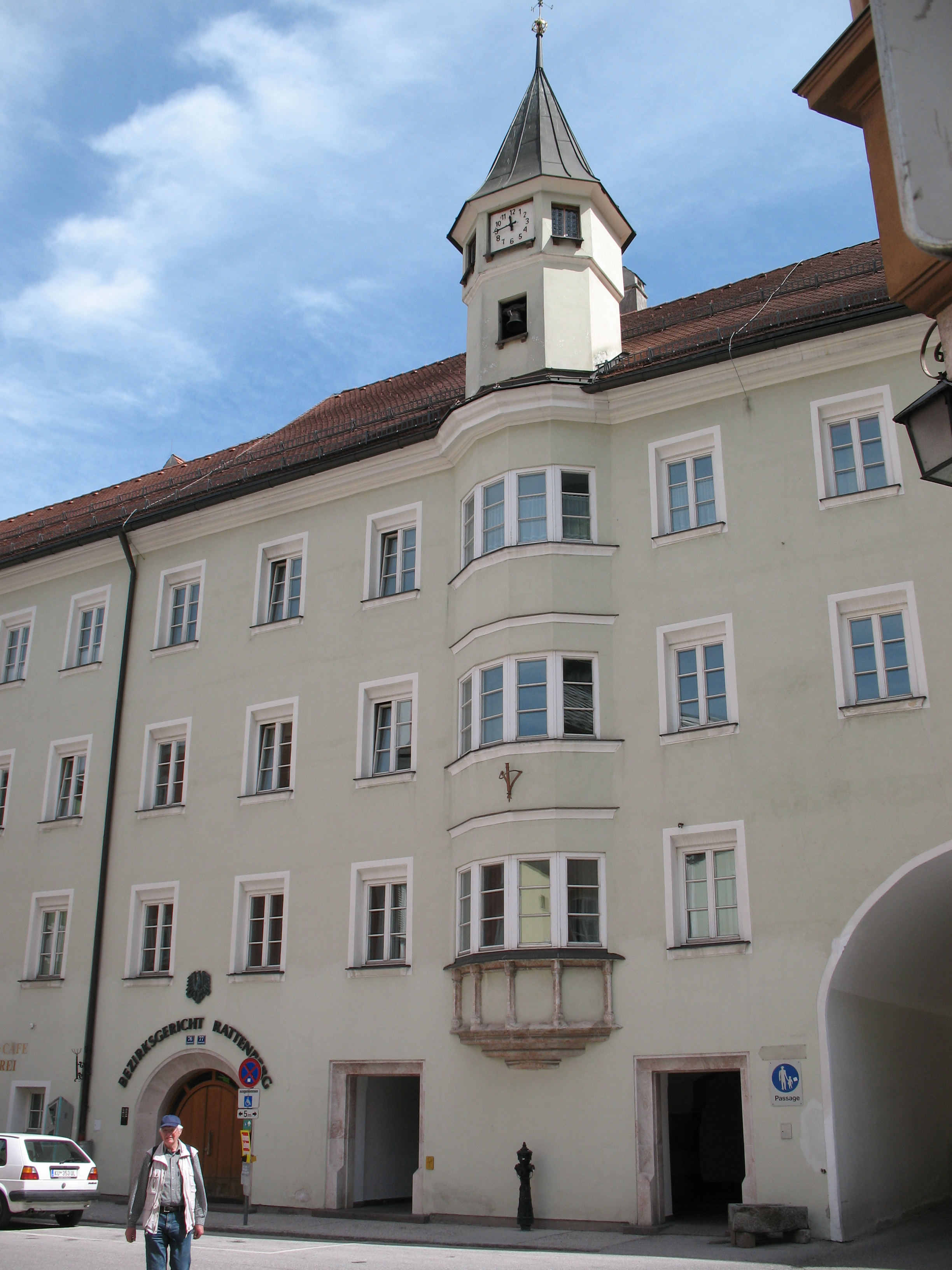
Bezirksgericht Rattenberg

Der Gerichtsbezirk Rattenberg ist ein dem Bezirksgericht Rattenberg unterstehender Gerichtsbezirk im Bundesland Tirol. Er ist neben dem Gerichtsbezirk Kufstein einer von zwei Gerichtsbezirken im politischen Bezirk Kufstein.

## Geschichte
Der Gerichtsbezirk Rattenberg geht auf das Gebiet des Land- und Stadtgerichts Rattenberg zurück, das 1506 Teil Tirols wurde. In seiner heutigen Form wurde der Gerichtsbezirk durch eine 1849 beschlossene Kundmachung der Landes-Gerichts-Einführungs-Kommission geschaffen und umfasste ursprünglich die 14 Gemeinden Alpbach, Angerberg, Brandenberg, Brixlegg, Brugg, Kramsach, Kundl, Münster, Radfeld, Rattenberg, Reith, Steinberg, Wildschönau und Wörgl-Rattenberg.
Das Gebiet des Gerichtsbezirks Rattenberg wurde im Zuge der Trennung der politischen von der judikativen Verwaltung
ab 1868 gemeinsam mit dem Gerichtsbezirk Kufstein zum politischen Bezirk Kufstein zusammengefasst.
Im Jahr 1900 umfasste das Gebiet des Gerichtsbezirks Rattenberg 550,78 km².
Per 1. Juni 1924 musste der Gerichtsbezirk Rattenberg die Katastralgemeinde Rattenberg-Wörgl an den Gerichtsbezirk Kufstein abtreten.
Auch die nationalsozialistische Verwaltungsreform führte langfristig zu einer Verkleinerung des Gerichtsbezirks. Mit der „Verordnung des Landeshauptmanns vom 15. Oktober 1938 über die Einteilung des Landes Tirol in Verwaltungsbezirke“ wurde der „Verwaltungsbezirk Kufstein“ (später „Landkreis Kufstein“) aus dem bisherigen Bezirk Kufstein, jedoch ohne die Gemeinden Bruck am Ziller und Steinberg am Rofan gebildet.
Um die Gerichtsbezirksgrenzen wieder an die politischen Grenzen anzugleichen, übernahm der Gerichtsbezirk Schwaz per 1. Juli 1970 die Gemeinden Bruck am Ziller und Steinberg am Rofan vom Gerichtsbezirk Rattenberg.
Die Fläche des Gerichtsbezirks Rattenberg verringerte sich dadurch von 545,59 km² (1951) auf 471,02 km² (1971).
Bereits zum zweiten Mal stand 2012 die Auflösung des Gerichtsbezirkes Rattenberg auf dem Programm des Justizministeriums.

## Gerichtssprengel
Der Gerichtssprengel umfasst mit den zwölf Gemeinden Alpbach, Angerberg, Brandenberg, Breitenbach am Inn, Brixlegg, Kramsach, Kundl, Münster, Radfeld, Rattenberg, Reith im Alpbachtal und Wildschönau den westlichen Teil des Bezirks Kufstein. 